# Perseidy

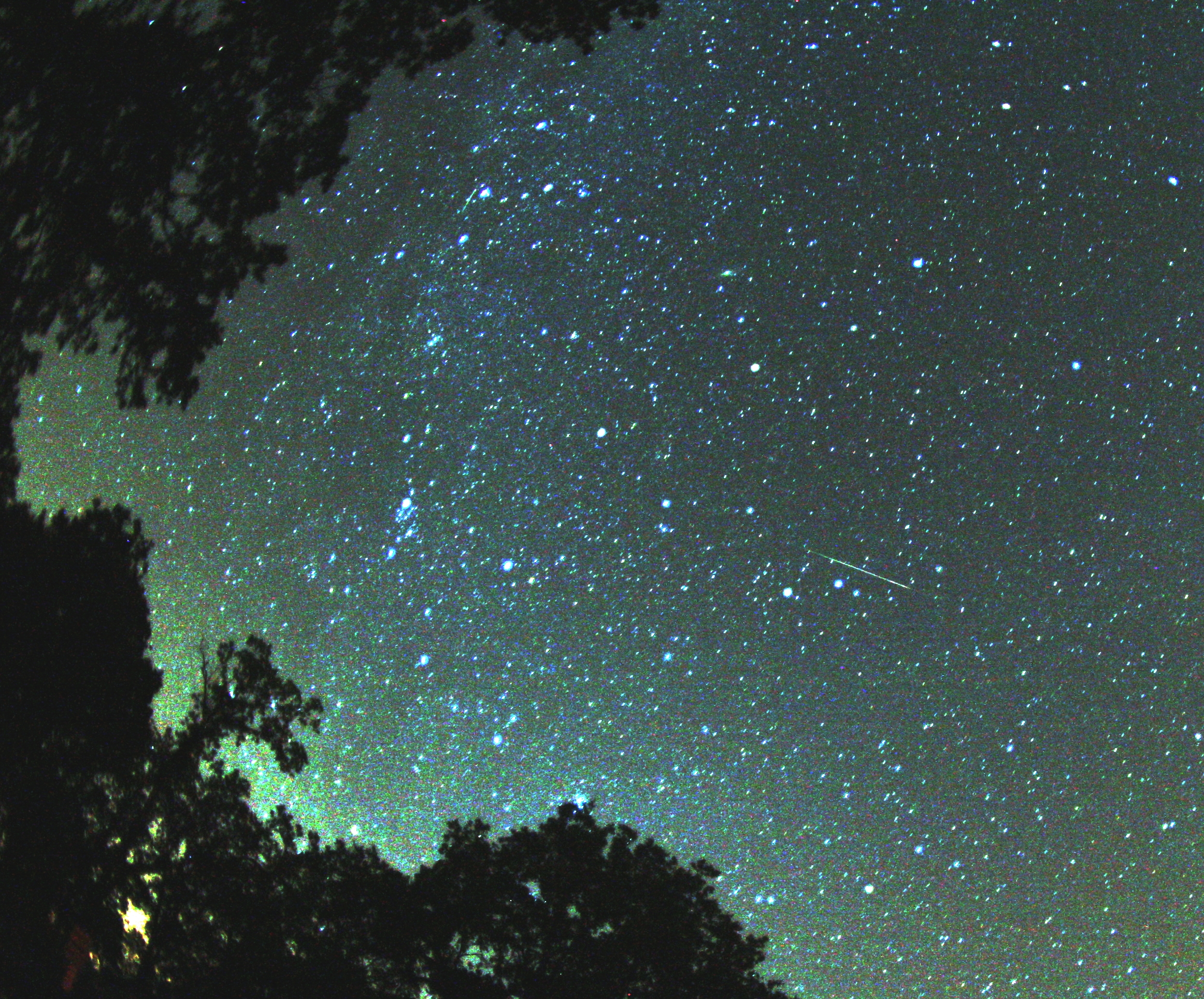
Perseidy a Mléčná dráha

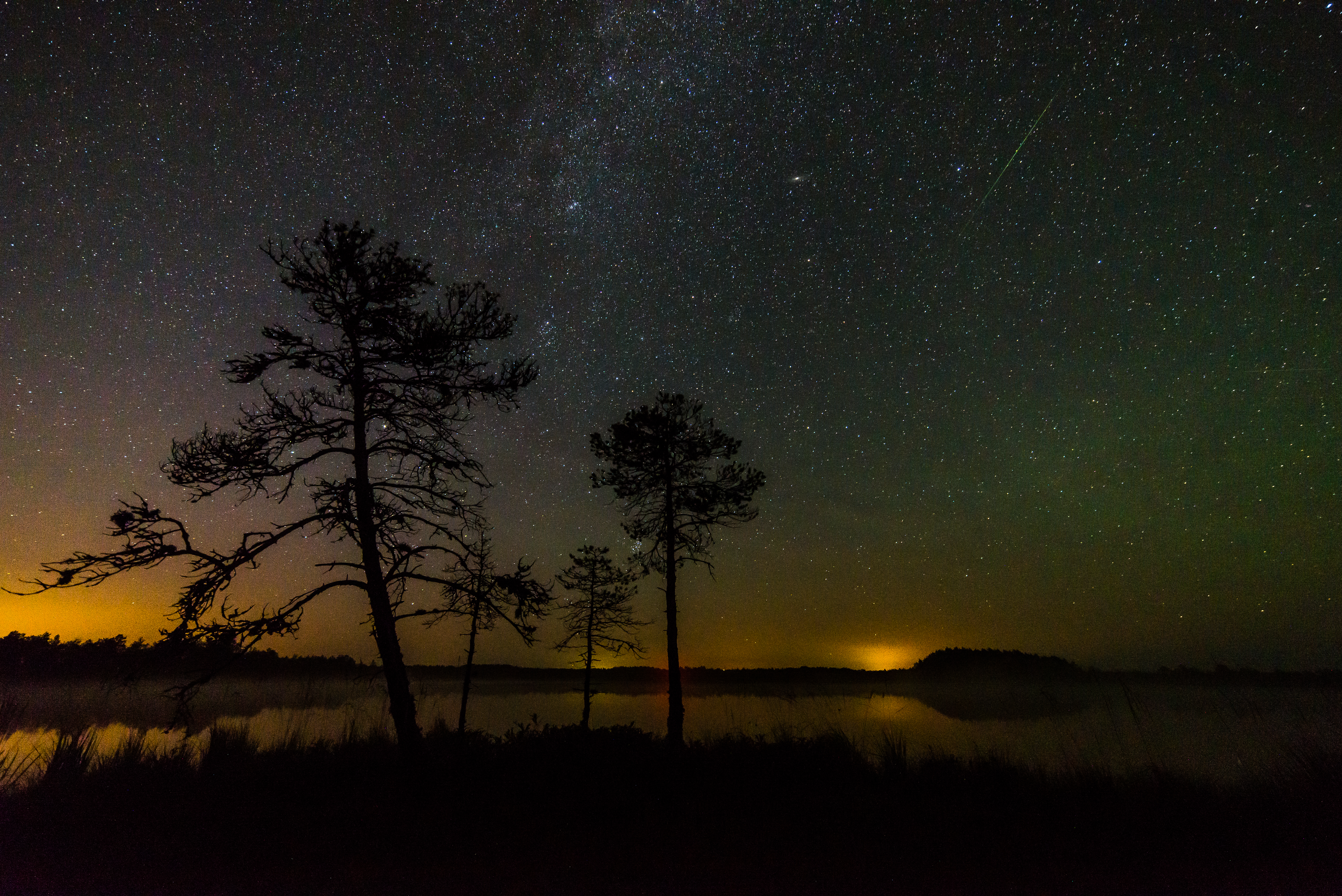
Perseidy (2015, Estonsko)

Perseidy jsou kometární meteorický roj, který vznikl z komety 109P/Swift-Tuttle. Perseidy mají svůj radiant v souhvězdí Persea. Roj je činný od 17. července do 24. srpna, přičemž maximum roje přichází mezi 11. a 13. srpnem. V letech 1991–1993 bylo při posledním průchodu komety periheliem (doba oběhu je přes 133 let) možno pozorovat přes 300 meteorů za hodinu. Nyní[ujasnit] je v maximu možné pozorovat až 110 meteorů za hodinu.
Lidově jsou nazývány „Slzy svatého Vavřince“ podle světce, který má svátek 10. srpna (toho dne byl roku 258 umučen). 

## Historie
Nejstarší informace o tomto roji pocházejí z roku 36 z Číny. Další zprávy pocházejí z Japonska a Koreje. První známé pozorování v Evropě pochází z roku 811. Roku 1762 objevil nizozemský přírodovědec Pieter van Musschenbroek, že zvýšená srpnová meteorická aktivita je každoročně se opakující událostí. V roce 1835 uveřejnil belgický astronom Adolphe Quetelet zprávu o roji „vylétajícím“ ze souhvězdí Persea. Na shodu drah Perseid a komety 109P/Swift–Tuttle (Swift-Tuttle 1862 III) upozornil v roce 1861 jako první italský astronom Giovanni Schiaparelli.